# COX7A2
El polipéptido 7A2 del citocromo c oxidasa mitocondrial, es una enzima que en los seres humanos está codificada por el gen COX7A2.
La citocromo c oxidasa (COX), el componente terminal de la cadena respiratoria mitocondrial, cataliza la transferencia de electrones del citocromo c reducido al oxígeno.
Este componente es un complejo heteromérico que consta de 3 subunidades catalíticas codificadas por genes mitocondriales y múltiples subunidades estructurales codificadas por genes nucleares. Las subunidades codificadas mitocondrialmente funcionan en la transferencia de electrones, y las subunidades codificadas en el núcleo pueden funcionar en la regulación y ensamblaje del complejo. Este gen nuclear codifica el polipéptido 2 (isoforma hepática) de la subunidad VIIa y el polipéptido 2 está presente tanto en tejidos musculares como no musculares. 
Además del polipéptido 2, la subunidad VIIa incluye el polipéptido 1 (isoforma muscular), que está presente solo en los tejidos musculares, y una proteína relacionada, presente en todos los tejidos. Este gen puede tener varios pseudogenes.